# Дуарте, Абилиу Аугусто Монтейру
Абилиу Аугусто Монтейру Дуарте (порт. Abílio Augusto Monteiro Duarte, 16 февраля 1931 года — 20 августа 1996 года) — первый президент Национальной ассамблеи Кабо-Верде. Избран 4 июля 1975 года в Прае.

## Биография
Абилиу Дуарте родился в Прае 16 февраля 1931 года. Среднее образование получил в лицее Жиля Инса (порт. Liceu Gil Eanes) в Минделу.
Начиная с 1953 года становится активным участником национально-освободительного движения под предводительством Амилкара Кабрала, писал для издания Claridade. 
В феврале 1956 года вместе с лидерами освободительного движения Мозамбика и Анголы участвует в подготовке Первого съезда чёрных писателей в Париже.
В 1957 году, вместе с другими националистами, поднимает в Бисау первое африканское профсоюзное движение. Немногим раньше в том же году размещает боевиков в Дакаре (Сенегал) в помощь сенегальскому движению за независимость.
С апреля 1958 года по ноябрь 1960 года ПАИГК поручено мобилизовать Кабо-Верде. В этот период закладываются первые основы ПАИГК. Дуарте развивает работу мобилизации, которой способствовали студенты своей подпольной деятельностью в Португалии, начиная с 1960 года.